# Rockin’ All Over the World (album)
Rockin’ All Over the World – dziesiąty album angielskiego zespołu Status Quo.

## Lista utworów
| 1.  | „Hard Time” (Rossi/Parfitt)            | 4:45  |
|     |                                        |       |
| 2.  | „Can't Give You More” (Rossi/Young)    | 4:15  |
|     |                                        |       |
| 3.  | „Let's Ride” (Lancaster)               | 3:03  |
|     |                                        |       |
| 4.  | „Baby Boy” (Rossi/Young)               | 3:12  |
|     |                                        |       |
| 5.  | „You Don't Own Me” (Lancaster/Green)   | 3:03  |
|     |                                        |       |
| 6.  | „Rockers Rollin'” (Parfitt/Lynton)     | 4:19  |
|     |                                        |       |
| 7.  | „Rockin’ All Over the World” (Fogerty) | 3:36  |
|     |                                        |       |
| 8.  | „Who Am I?” (Williams/Hutchins)        | 4:30  |
|     |                                        |       |
| 9.  | „Too Far Gone” (Lancaster)             | 3:08  |
|     |                                        |       |
| 10. | „For You” (Parfitt)                    | 3:01  |
|     |                                        |       |
| 11. | „Dirty Water” (Rossi/Young)            | 3:51  |
|     |                                        |       |
| 12. | „Hold You Back” (Rossi/Parfitt/Young)  | 4:30  |
|     |                                        |       |
|     |                                        | 45:13 |
|     |                                        |       |

## Twórcy
- Francis Rossi – śpiew, gitara prowadząca
- Rick Parfitt – śpiew, gitara rytmiczna
- Alan Lancaster – gitara basowa, śpiew
- Andy Bown – keyboard
- John Coghlan – perkusja